# بنگ پاکونگ (رودخانه)
بانگ پاکونگ (تایلندی: แม่น้ำบางปะกง، آرتی‌جی‌اس: Maenam Bang Pakong , تلفظ mɛ̂:.ná:m bā:ŋ pā.kōŋ) یک رودخانه در شرق تایلند است. این رودخانه از تلاقی دو رودخانه فرا پرونگ (Phra Prong) و هانومان (Hanuman) در استان پراچینبوری سرچشمه می‌گیرد و پس از طی کردن ۲۳۱ کیلومتر به خلیج تایلند در دماغه شمال شرقی خلیج بانکوک می‌ریزد. حوزه آبخیز بانگ پاکونگ حدود ۱۷٬۰۰۰ کیلومتر مربع (۶٬۶۰۰ مایل مربع) می‌باشد. این رودخانه توربین‌های نیروگاهی در نزدیکی دهانه خود، نزدیک بزرگراهی موسوم به بزرگراه ۷ را تأمین می‌کند.